# 1843-as busz
Az 1843-as jelzésű autóbuszvonal távolsági autóbuszjárat Tatabánya és Pécs között, melyet a MÁV Személyszállítási Zrt. lát el.

## Közlekedése
A járat Tatabányát és Pécset köti össze. Útvonalának hossza 227,2 km, menetideje 4 óra 30 perc. Az egyik Pécs - Tatabánya járat Pécsvárad érintésével közlekedik, útvonalának hossza 226,5 km, menetideje 4 óra 25 perc.
Naponta kettő járatpár szállítja az utasokat.

## Megállóhelyei
| 0  | 0  | Tatabánya, autóbusz-állomás végállomás | 18 | 18 | 1, 1G, 2, 5, 5P, 6, 6S, 9, 9D, 10, 11, 15, 16, 26, 26R, 50, 55, 57, 70 770, 804, 814, 823, 824 1758, 1824, 1841, 1842, 1845, 1846, 1848, 1850, 1851 8400, 8402, 8403, 8406, 8410, 8423, 8432, 8435, 8436, 8437, 8441, 8442, 8462, 8463, 8464, 8465, 8466, 8467, 8472, 8479 S10, G10, S12, gyorsított személyvonat, InterRégió, Arrabona InterCity, Tűztorony, Ikva, Lővér, Kékfrankos, Magnet Bank, Scarbantia, Soproni Közgáz, Savaria InterCity, Mura nemzetközi InterCity, Dráva nemzetközi InterCity, Railjet Xpress, Kálmán Imre EuroNight, Csárdás, Lehár, Liszt Ferenc és Semmelweis EuroCity, Advent EuroCity, Hortobágy EuroCity, Transilvania-Szamos EuroCity, Dacia-Corvin nemzetközi gyorsvonat                                      |
| 1  | 1  | Tatabánya, kórház                      | 17 | 17 | 1, 1G, 6, 8, 8L, 8S, 9, 11, 16, 18, 38, 38G, 50, 57, 59B 770, 823 1758, 1841, 1842, 1845, 1846, 1848, 1851 8402, 8403, 8441, 8442, 8443, 8462, 8463, 8464, 8465, 8466, 8467 |
| 2  | 2  | Környe, faluközpont                    | 16 | 16 | 770, 823 1257, 1758, 1824, 1841, 1842, 1845, 1846, 1848, 1851 8403, 8441, 8442, 8443, 8460, 8462, 8463, 8464, 8465, 8466, 8467, 8587, 8594 |
| 3  | 3  | Oroszlány, körforgalom                 | 15 | 15 | 1T, 1Y 770, 823 1257, 1758, 1824, 1842, 1845, 1846 8403, 8442, 8443, 8460, 8462, 8463, 8465, 8466, 8467, 8560, 8562, 8587, 8594 |
| 4  | 4  | Oroszlány, posta                       | 14 | 14 | 1T, 1Y 770, 823 1257, 1758, 1824, 1842, 1845, 1845 8403, 8442, 8443, 8460, 8462, 8463, 8465, 8466, 8467, 8560, 8562, 8574, 8587, 8594 |
| 5  | 5  | Bokod, iskola                          | 13 | 13 | 770 1257, 1758, 1824, 1842, 1845, 1846 8463, 8465, 8466, 8560, 8562, 8574, 8587, 8594 |
| 6  | 6  | Pusztavám, bányatelepi elágazás        | 12 | 12 | 1758, 1842, 1845, 1846 8354, 8355 |
| 6  | 6  | Mór, VÉRTES Áruház                     | 11 | 11 | 1253, 1254, 1563, 1706, 1758, 1822, 1824, 1842, 1845, 1846 7021, 8001, 8094, 8096, 8097, 8355, 8360, 8365, 8370, 8373, 8381!-- 1507 csak leszállás --> |
| 7  | 7  | Csókakő, csókakői elágazás             | 10 | 10 | 1251, 1253, 1254, 1758, 1822, 1824, 1842, 1845, 1846 8001, 8096, 8097, 8360 |
| 8  | 8  | Söréd, bejárati út                     | 9  | 9  | 1253, 1254, 1563, 1758, 1822, 1824, 1842, 1845, 1846 8001, 8096, 8097, 8099, 8360 |
| 9  | 9  | Székesfehérvár, III. Béla király tér   | 8  | 8  | 15, 33, 34 1204, 1563, 1706, 1758, 1809, 1822, 1824, 1841, 1842, 1845, 1846, 1853 8000, 8001, 8090, 8092, 8093, 8094, 8095, 8096, 8097, 8099 |
| 10 | 10 | Székesfehérvár, autóbusz-állomás       | 7  | 7  | 10, 10G, 11, 11A, 11G, 12, 12A, 12Y, 13, 13A, 13G, 13Y, 14, 14G, 15, 15Y, 26, 26A, 26C, 26G, 27, 36, 37, 37A, 38, 40, 41, 42, 43, 44 1172, 1173, 1174, 1204, 1205, 1215, 1507, 1510, 1512, 1529, 1563, 1626, 1706, 1707, 1735, 1758, 1803, 1804, 1808, 1809, 1822, 1823, 1824, 1826, 1841, 1842, 1845, 1846, 1853 707, 717, 740, 747, 748, 749, 750, 751, 757, 758, 759, 5447, 5552, 7313, 7315, 8000, 8001, 8010, 8011, 8013, 8030, 8032, 8033, 8034, 8035, 8037, 8039, 8040, 8041, 8046, 8047, 8048, 8049, 8050, 8055, 8060, 8062, 8065, 8066, 8067, 8068, 8069, 8070, 8078, 8082, 8086, 8090, 8092, 8093, 8095, 8096, 8097, 8099, 8624 |
| 11 | 11 | Sárbogárd, városháza                   | 6  | 6  | 1707 5447, 5552, 8039, 8040, 8041, 8046, 8047, 8048, 8049, 8226, 8227, 8228, 8255, 8264, 8271, 8272, 8274, 8276, 8280 |
| 12 | ∫  | Cece, Hősi emlékmű                     | ∫  | 5  | 1513, 1707 5447, 5449, 5458, 5502, 5552, 8047, 8048, 8049, 8264 |
| ∫  | 12 | Vajta, Szabadság tér                   | ∫  | ∫  | 1707, 1731 5447, 5456, 5562, 8047, 8048, 8264 |
| 13 | ∫  | Nagydorog, gyógyszertár                | ∫  | 4  | 1707, 1731 5447, 5456, 5562, 5631, 8047 |
| 14 | 13 | Szekszárd, autóbusz-állomás            | 5  | 3  | 1, 4, 4B, 6, 7, 11, 16 1121, 1125, 1131, 1134, 1136, 1506, 1547, 1566, 1568, 1652, 1707, 1731 5353, 5359, 5400, 5403, 5404, 5405, 5406, 5407, 5408, 5410, 5411, 5412, 5413, 5414, 5415, 5416, 5417, 5420, 5421, 5422, 5423, 5424, 5425, 5426, 5427, 5428, 5429, 5430, 5431, 5432, 5434, 5435, 5436, 5438, 5439, 5440, 5441, 5442, 5445, 5446, 5447, 5448, 5458, 5624, 5630, 5631, 5634, 5923 személyvonat, Gemenc InterRégió, Sugovica expresszvonat |
| 15 | 14 | Bonyhád, autóbusz-állomás              | 4  | ∫  | 1, 2, 3, 4, 6, 11, 16 1134, 1136, 1568, 1652, 1707 5420, 5421, 5426, 5427, 5430, 5431, 5432, 5434, 5470, 5471, 5475, 5476, 5485, 5490, 5491, 5495, 5496, 5624, 5625, 5626, 5630, 5631, 5634, 5710, 5711, 5924 |
| 16 | 15 | Hidas, Dózsa György utca               | 3  | ∫  | 1134, 1568, 1707 5625, 5626, 5630, 5631, 5634 |
| 17 | 16 | Mecseknádasd, Jókai Mór utca           | 2  | ∫  | 1134, 1568, 1707 5625, 5626, 5630, 5631, 5634 |
| ∫  | ∫  | Pécsvárad, kollégium                   | ∫  | 2  | 1134, 1568 5625, 5626, 5627, 5628, 5630, 5631, 5636, 5637, 5638, 5643, 5712, 5716, 5717, 5618, 5809, 5819, 5825 |
| 18 | 17 | Pécs, Budai vám                        | 1  | 1  | 2, 2A, 4, 4Y, 12, 13, 13E, 14, 14Y, 15, 16, 25, 26, 60, 60Y, 102, 102Y, 104, 104A, 104E 1134, 1564, 1568, 1578, 1707, 1740 5605, 5606, 5608, 5610, 5611, 5612, 5620, 5621, 5622, 5623, 5624, 5625, 5626, 5627, 5628, 5630, 5631, 5634, 5635, 5636, 5637, 5638, 5639, 5856, 5857 |
| 19 | 18 | Pécs, Lánc utca                        | ∫  | ∫  | 1134, 1568 5605, 5606, 5608, 5610, 5611, 5620, 5622, 5623, 5624, 5625, 5626, 5627, 5628, 5630, 5631, 5634, 5635, 5636, 5637, 5638, 5639, 5640, 5642, 5643, 5645, 5646, 5655, 5656, 5658, 5856 |
| 20 | 19 | Pécs, autóbusz-állomás végállomás      | 0  | 0  | 3, 3E, 4, 4Y, 6, 6E, 7, 7Y, 8, 13, 13E, 15, 20, 21, 21A, 22, 23, 23Y, 24, 30, 30Y, 31, 32, 32Y, 34Y, 35Y, 40, 41, 41Y, 41E, 42, 42Y, 43, 46, 60, 60A, 60Y, 73, 73Y, 103, 107E, 109E, 121, 130, 130A, 973 1134, 1486, 1503, 1504, 1524, 1560, 1562, 1564, 1566, 1568, 1569, 1577, 1578, 1579, 1641, 1665, 1668, 1673, 1707, 1740, 1742 5600, 5601, 5602, 5603, 5605, 5606, 5608, 5610, 5611, 5620, 5621, 5622, 5623, 5624, 5625, 5626, 5627, 5628, 5630, 5631, 5634, 5635, 5636, 5637, 5638, 5639, 5640, 5642, 5643, 5645, 5646, 5647, 5650, 5655, 5656, 5658, 5660, 5661, 5662, 5663, 5666, 5667, 5668, 5670, 5671, 5672, 5673, 5674, 5676, 5677, 5678, 5679, 5680, 5681, 5682, 5683, 5685, 5686, 5687, 5688, 5689, 5690, 5696, 5698, 5856, 5857 |